# Choc Stars
Choc Stars fue un grupo musical zaireño (ahora congoleño) fundado en 1983 por Ben Nyamabo y Bozi Boziana cuya actividad cesó oficialmente en 2019. Durante la década de 1980, esta orquesta contaba entre sus miembros algunos de los mejores músicos congoleños del momento como los cantantes Defao Matumona, Debaba Mbaki, Djuna Djanana, Carlyto Lassa o el guitarrista Roxy Tshimpaka.

## Historia

### Nacimiento
En la historia de la música congoleña, las creaciones de grupos resultantes de divisiones, dislocaciones, "spin-off" son legión. Choc Stars no es una excepción a esta práctica. Al igual que la orquesta Langa-Langa Stars, creada en 1981 alrededor de Evoloko Joker por el productor Verckys Kiamuangana, Choc Stars se basa en la reunión de músicos de las principales orquestas de la escena musical de kinés de la época. La diferencia fundamental radica en la identidad de su líder, el llamado Ben Nyamabo Mutombo.

#### Ben Nyamabo, el vendedor de ropa que quería cantar
Nyamabo era, en 1983, un ilustre desconocido en el medio artístico congoleño. Al menos, en un nivel puramente musical. Propietario de "Scarpa Uomo", una tienda de ropa ubicada en Kinshasa, no lejos del edificio del Centro Vévé en Kiamuangana Verckys, Nyamabo es "el vestidor jefe", artistas locales. A finales de la década de 1970, el movimiento SAPE estaba en pleno apogeo y los cantantes, en particular Papa Wemba o Emeneya Kester de Viva la Musica, amaban a sellos como JM Weston, Versace, JC Castelbajac, Enrico Coveri, M&F Girbaud, Kenzo, Tokio Kumagai, Pierre Cardin. La tienda de Ben Nyamabo se especializa en piezas importadas de Italia, lo que la convierte en una excelente libreta de direcciones gracias a ella.
Letrista en su tiempo libre, su sueño es cantar. Intentó su primer intento en 1980 con miembros de la orquesta Zaïko Langa-Langa, el baterista Ilo Pablo, el guitarrista Teddy Sukami o el cantante Yenga-Yenga. Este tipo de obra que reúne a varios artistas es lo que se llama "Nzonzing" en lingala, es simplemente una presentación o estrella invitada para un álbum "no oficial". Conocido como "Teddy et Benj chantent Wina", este 33 rpm contiene 4 pistas de Ben Nyamabo, incluyendo "Je t'adore Kapia". Esta canción será la base de uno de los mayores éxitos de Choc Stars, "Riana".
Esta primera obra, despierta el apetito de Ben Nyamabo, pero cantante muy normal, nunca integrará el Zaïko Langa-Langa. En 1982, confió en una de las estrellas de la orquesta Langa-Langa Stars, su amigo Djuna Djanana, el padre de los cantantes Gims y Dadju, para solicitar una prueba. Este grupo apodado "los 7 jefes" tiene a los 5 cantantes como cabezas de cartel, Djuna Djanana, Evoloko Joker, Bozi Boziana, Espérant Kisangani y Dindo Yogo, así como el guitarrista Roxy Tshimpaka y el bajista Djo Mali Bolenge. Con la insistencia de Djanana, Ben Nyamabo será el "sexto micrófono". Alguien que rara vez participa en los servicios de escena y sonográficos, a quien se le corta el micrófono, pero que posee una boutique de ropa de calidad y, por lo tanto, puede suministrar más fácilmente a sus colegas. Se dice que Nyamabo estaba sentado en ese momento en una pequeña fortuna acumulada gracias a su tienda, que es un argumento de peso.

#### Nyamabo, Bozi y Roxy dejan a Langa-Langa Stars para fundar Choc Stars
Sin embargo, Evoloko Joker evitará que Ben Nyamabo pose en cualquier obra. Intenta liderar una honda dentro de la orquesta con la complicidad de Bozi para dejar a un lado a Evoloko, pero este primer intento lo saca rápidamente Verckys.
Cansado de no poder posar sobre ningún soporte, Nyamabo se retiró de la orquesta en el verano de 1983, pero ya estaba preparando su golpe maestro. Ben Nyamabo es un buen estratega, durante su año en la sombra, aprendió muchas cosas sobre la organización y gestión de un grupo, ha forjado relaciones cercanas dentro del grupo Langa-Langa Stars. Quiere establecer su orquesta y explotar su talento como letrista. De viaje a Roma, regresa equipado con algunos instrumentos y reclutará minuciosamente a algunos de los mejores músicos del país, prometiendo altos honorarios y más libertad artística.
Bozi Boziana, quien critica a Evoloko Joker por su autoritarismo, contra el espíritu colegial de los 7 Patronos, aprovechó la oportunidad e inmediatamente se unió a Nyamabo. El segundo miembro de Langa-Langa Stars en ser contactado por Ben Nyamabo es el solista Roxy Tshimpaka. Forman el trío Bobet (Bozi, Ben, Tshimpaka) que también será el nombre de su etiqueta.
En noviembre de 1983, Choc Stars nació con miembros originales: los cantantes Defao Matumona (de Grand Zaïko Wawa), Monza 1er, Adoli, Koffi Alibaba, Makolain le Géant y, por supuesto, Ben y Bozi.
Los solistas Roxy Tshimpaka y Sedjo Ka Tshomba, los guitarristas Teddy Lokas Accompa y Carrol Makamba también de Langa-Langa Stars. Los bajistas Dada Kombe de Langa-Langa Stars y Jerry Wajery.
La parte de ritmo será proporcionada por el baterista Otis Edjudju Mondhe, interpretado por las orquestas Minzonto Wella Wella y Langa Langa Stars y el percusionista Ekoko Mbunda. Choc Stars también se inspirará en la tendencia desarrollada desde 1982 por Zaïko Langa-Langa, dejando la parte de baile a un llamado animador atalaku, el llamado Ditutala Kwama Makengo que llega del grupo folk Bana Odeon. Él no es otro que el hermano de Bébé Atalaku Mangituka que es miembro en Zaïko Langa-Langa.

#### 1983-1985, Bozi Boziana la voz de Choc Stars
Los inicios de Choc Stars están íntimamente relacionados con el naciente declive de Langa-Langa Stars. Bozi Boziana es uno de los ejemplos fuertes, entre 1983 y 1985, cantó casi el 80% de las canciones de la orquesta. Además, los primeros trabajos de Choc Stars "Tshala" y "Labara" están firmados por Bozi Boziana. Aparecieron a finales de 1983 en un co-álbum con Langa Langa Stars y las canciones Moyeke (Evoloko) y Nzembo Elengui (Dindo Yogo).
En sus primeras canciones como "Fatou", "Labara", "Mokili Ngonga" de Roxy Tshimpaka, "Mbemba" de Ben Nyamabo o "Malé" de Monza 1er, Choc Stars toca música muy folk y bastante sagrada y crea su estilo reconocible. especialmente al baile fetichista Roboti-Robota. Ella mantendrá a los fanáticos de esta orquesta en suspenso durante dos años. Los que coinciden con el control de Bozi Boziana en la parte artística del grupo.
Luego, la orquesta experimentó un ascenso prodigioso y los candidatos se empujaron a las puertas de Ben Nyamabo para integrarlo. Consciente de sus defectos musicales, no duda en reclutar muy buenos cantantes y músicos para dar legitimidad al grupo. A principios de 1984, el bajista Djomali se incorporó al equipo después de haber lanzado Evoloko Jocker. Al mismo tiempo, Djuna Djanana regresó brevemente a Viva La musica, Ben Nyamabo le pide que se una a las Choc Stars. Inmediatamente adquirió una gran dimensión y firmó sus primeras canciones como Cha-Cha y Karina.
El ataque de la canción continúa creciendo con la llegada del desertor de Victoria Eleison, Petit Prince Zola Ndonga, el tenor entrenado en Viva la Musica y Fifi Mofude. Choc Stars comenzó una gira europea que los llevó notablemente a París, Bruselas y Ginebra.
Este primer viaje es una oportunidad para grabar nuevas canciones y para algunos miembros (principalmente Defao y Bozi) para preparar álbumes en solitario. Además, están surgiendo los primeros signos de conflicto entre los tres líderes Roxy, Ben y Bozi. Esta es la razón por la cual los primeros 4 álbumes del año 1985 titulados "Rétrouvailles à Paris" en 4 volúmenes son interpretados en su totalidad por Sedjo Ka Tshomba en la guitarra solista. Estos LP presentan una novedad rítmica con un tempo ligeramente más lento, pero sobre todo un juego de batería totalmente diferente del ahora tradicional Cavacha impuesto por Zaïko Langa-langa y su batería Meridjo. Otis Edjudju ofrece un estilo más pop-rock llamado "estilo londinense" utilizando más charleston (o charles, abiertos y / o cerrados).
Sin embargo, al regresar a Kinshasa, Dada Kombe (que había planeado quedarse en Europa) y Sedjo Ka (insatisfecho con la falta de salario) abandonan la orquesta. Dada se mudó a Francia y Sedjo Ka a Suiza, donde creó una orquesta llamada Méli-Mélo con músicos de múltiples orígenes que tocan música cercana a la música mundial actual. Sin embargo, no corta completamente los lazos con Choc Stars, ya que compondrá muchas canciones para Defao, Carlyto o Debaba.

#### Salida de Bozi y creación de la orquesta Anti Choc
La orquesta aterrizó en Kinshasa a principios del año académico de 1985 y dejó allí sus muchos álbumes del año. Al escuchar esto, los observadores locales notan que la voz del fundador, Ben Nyamabo, está muy poco presente, a diferencia de Bozi, Defao o Djanana, quienes tuvieron la oportunidad de grabar 4 canciones o un álbum. solo para los estándares de la época.
En realidad, Bozi intenta apoderarse del grupo y, al igual que Evoloko dentro de Langa-Langa Stars, evita que Ben Nyamabo cante regularmente. Este último se queja a Roxy Tshimpaka, ya en conflicto con Bozi, durante la gira europea anterior. Bozi también se comprometió a llevar a cabo proyectos en solitario con el productor Verckys, quien estaba en conflicto con Ben Nyamabo. Lo que le valió la suspensión del servicio dentro de Choc Stars. Luego, Nyamabo aprovechó el viaje de Bozi a Europa para anunciar su despido final, durante una conferencia de prensa sobre Télé Zaïre.
En noviembre de 1985, Bozi Boziana ya no es miembro de Choc Stars y creará unas semanas después de su propia orquesta, a la que simplemente nombra Anti Choc Stars antes de optar por el nombre Anti-Choc. Lleva consigo a los cantantes Fifi Mofude y Adoli. Al mismo tiempo, Monza 1er, que había sido suspendida por las mismas razones que Bozi, también decide abandonar Choc Stars para comenzar la orquesta Stars Magnats con Koffi Ali Baba.
Con la partida de estos 5 cantantes, el ataque vocal de Choc Stars se diezma tanto en cantidad como en calidad. A finales de 1985, solo quedaban Ben Nyamabo, Petit Prince, Defao y Djuna Djanana. Por lo tanto, se trata de recrear un coro para borrar la partida de Bozi. Ben y Djanana trabajarán para reclutar a 3 de los mejores cantantes zaireños de la época. Primero Debaba Mbaki, el ex tenor cantante de Viva la Música, cuyas colaboraciones con Kester Emenaya en Victoria Eleison y luego Koffi Olomidé en Historia Musica entre 1982 y 1985 llegaron a su fin. Luego Nzaya Nzayadio de Lipua Lipua y su segunda voz típica de cantantes de rumba "clásicos". Finalmente Carlyto Lassa Ndombasi, el encantador vocalista de OK Jazz desde 1983. Al reclutar a este último, Ben Nyamabo definitivamente pone a Franco Luambo, el líder de TP OK Jazz en su espalda.
En consecuencia, la dirección artística de Choc Stars tomará una nueva dirección, acentuando la calidad de la canción hasta el punto de ganar el apodo de OK Jazz "Junior" y alcanzar su madurez musical.

#### 1986-1991 El clímax musical de Choc Stars
La orquesta Choc Stars lanza el álbum "Riana". La canción "Riana" es una versión de la canción "Je t'adore Kapia" cantada por Ben Nyamabo y Zaïko Langa Langa en 1980. En 1987, el álbum "Carnival Choc Stars" con un popurrí en cada lado de las 33 rpm. En 1989, la orquesta viajó a Bruselas y fue producida por el productor Anytha Ngapy. El álbum "Les Choc Stars Du Zaïre" estará disponible en las tiendas.

#### 1991-1995 Dislocación
El año es 1991. Graban el álbum Bakuke que se lanzará en 1992. Antes de grabar, el cantante Carlyto Lassa se marcha para comenzar su carrera en solitario (se convertiría en músico religioso en 1995). El cantante Debaba Mbaki se va a hacer también música religiosa después del lanzamiento de Bakuke. En 1995, el animador Maracas se unió a la orquesta.

#### 1996-2004 Inactividad
En 1996, lanzan el álbum ''Epaka Masasi/Code 007'' con los vocalistas Germain Kanza, Nzaya Nzayadio, Lassa Landu (hermano de Carlyto) y muchos más. El grupo fue inactivo hasta el lanzamiento de ''Ratissage'' en 2004, bajo el sello Sonima.

#### 2004-2019 Final
El grupo estaría otra vez inactivo hasta 2015 cuando empezaron a grabar el álbum ''Liso Likolo ya Liso''. La fecha de salida es desconocida, ya que antes de que salga, murió el fundador Ben Nyamabo el 4 de diciembre de 2019 tras estar en coma.

## Discografía
- 1983 : Verckys prèsente Langa Langa Stars et Choc Stars
- 1985 : Choc Stars
- 1985 : Roboti Robota
- 1985 : Roboti Robota (2e Épisode)
- 1985 : Retrouvailles à Paris Vol. 1
- 1985 : Retrouvailles à Paris Vol. 2
- 1985 : Retrouvailles à Paris Vol. 3
- 1985 : Retrouvailles à Paris Vol. 4
- 1985 : Anytha Ngapy prèsente Choc Stars à Paris
- 1986 : Awa et Ben
- 1986 : Choc = Shock = Choc
- 1986 : Koreine
- 1986 : Oko Ndizo Mbongwana Emonani
- 1986 : Akufa Lobi Akomi Moto
- 1986 : Riana
- 1986 : Sandra la Blonde
- 1987 : Kelemani
- 1988 : Nalela Bolingo
- 1988 : Carnaval Choc Stars
- 1988 : Defao de Choc Stars dans Chagrin Dimone
- 1989 : Péché de la Femme
- 1989 : Munduki Elelo
- 1989 : Premier Amour
- 1990 : Oka Polisson Chauffé
- 1992 : Bakuke
- 1993 : Laissez Passer
- 1995 : Action Direct 95
- 1996 : Epaka Masasi/Code 007
- 2004 : Ratissage
- 2016 : Lisu Likolo ya Lisu